# Asia Cooperation Dialogue
Der Asia Cooperation Dialogue (ACD) ist eine 2002 gegründete zwischenstaatliche Organisation.

## Gründung

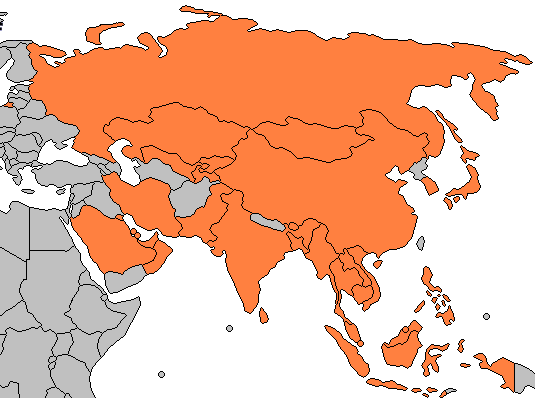
Mitgliedsstaaten

Der ACD wurde im Jahr 2000 erstmals von Thailands damaligem Außenminister Surakiart Sathirathai vorgeschlagen. Das erste Treffen der Minister fand im Juni 2002 in der Stadt Cha Am in Thailand statt. Es folgten fast jährliche Treffen in verschiedenen asiatischen Städten.

## Mitglieder
Gegründet wurde die ACS von 18 Mitgliedsstaaten. In den folgenden Jahren traten 16 weitere Staaten bei.
| Name                         | Beitritt (Jahr) |
| ---------------------------- | --------------- |
| Afghanistan                  | 2012            |
| Bahrain                      | 2002            |
| Bangladesch                  | 2002            |
| Bhutan                       | 2004            |
| Brunei                       | 2002            |
| Kambodscha                   | 2002            |
| China                        | 2002            |
| Indien                       | 2002            |
| Indonesien                   | 2002            |
| Iran                         | 2004            |
| Japan                        | 2002            |
| Kasachstan                   | 2003            |
| Südkorea                     | 2002            |
| Kuwait                       | 2003            |
| Kirgisistan                  | 2008            |
| Laos                         | 2002            |
| Malaysia                     | 2002            |
| Mongolei                     | 2004            |
| Myanmar                      | 2002            |
| Nepal                        | 2016            |
| Oman                         | 2003            |
| Pakistan                     | 2002            |
| Philippinen                  | 2002            |
| Katar                        | 2002            |
| Russland                     | 2005            |
| Saudi-Arabien                | 2005            |
| Singapur                     | 2002            |
| Sri Lanka                    | 2003            |
| Tajikistan                   | 2006            |
| Thailand                     | 2002            |
| Türkei                       | 2013            |
| Vereinigte Arabische Emirate | 2004            |
| Uzbekistan                   | 2006            |
| Vietnam                      | 2002            |